# Kasárna 35. pěšího pluku (Plzeň)
Kasárna 35. pěšího pluku, též Kasárna Pětatřicárníků, byla třípodlažní empírová kasárna v Plzni, v pozdější ulici Sady Pětatřicátníků. Jednalo se o příklad vojenské architektury v městské zástavbě a v době svého vzniku o jednu z největších budov ve městě. Vystavěna byla v letech 1823 až 1826 na místě v blízkosti někdejších městských hradeb v souvislosti s rozšiřováním ubytovacích prostor vojska, jakožto hlavní ubytovací prostor plzeňského 35. pěšího pluku. V polovině 20. století pak přestala být využívána, v lednu 1969 byla potom zbořena, aby uvolnila místo pro rozšíření vozovky v Sadech Pětatřicátníků.

## Historie

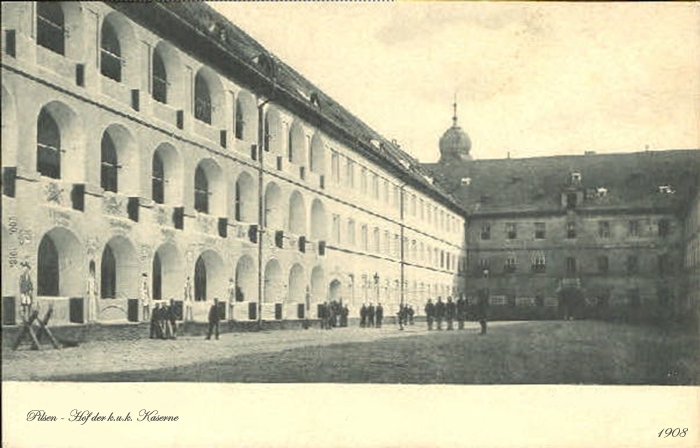
Dvůr kasáren (1908)

Již roku 1771 byla Plzeň určena jako štábní stanice 35. pěšího pluku Habsburské armády. Záhy se z důvodu nedostatku ubytovacích kapacit objevily úvahy o výstavbě budovy kasáren, aby vojáci nemuseli přebývat v domácnostech plzeňských měšťanů. Jejich výstavba byla částečně hrazena z příspěvků odváděných od roku 1818 z várek piva. K výstavbě pak došlo v letech 1823 až 1826 podle empírového návrhu stavitele Martina Kottauera na pozemku ležícím v západní části města, těsně za někdejšími městskými hradbami.
Po vzniku Československa byl 35. pěší pluk zanikající rakousko-uherské armády sloučen s 35. pěším plukem Foligno italských legií. Na fasádě budovy byla umístěna pamětní deska padlým příslušníkům italského pluku od sochaře št. kpt. Aloise Vrtišky, budova také dostala jméno Kasárna Prokopa Holého. Ve 30. letech 20. století byl 35. pluk postupně přesunut do západočeských Klatov.
Nejpozději od roku 1945 byla stavba využívána omezeně a chátrala. Roku 1967 MěNV Plzeň rozhodl o demolici kasáren a také bloku budov nekolik desítek metrů od kasáren kvůli rozšíření vozovky a tramvajové trati a prodloužení dopravního průtahu městem přes řeku Mži dále na Roudnou a Lochotín. K její demolici došlo 24. ledna 1969. Na uvolněné parcele byl plánován park, následně byl ale prostor přetvořen na parkoviště.

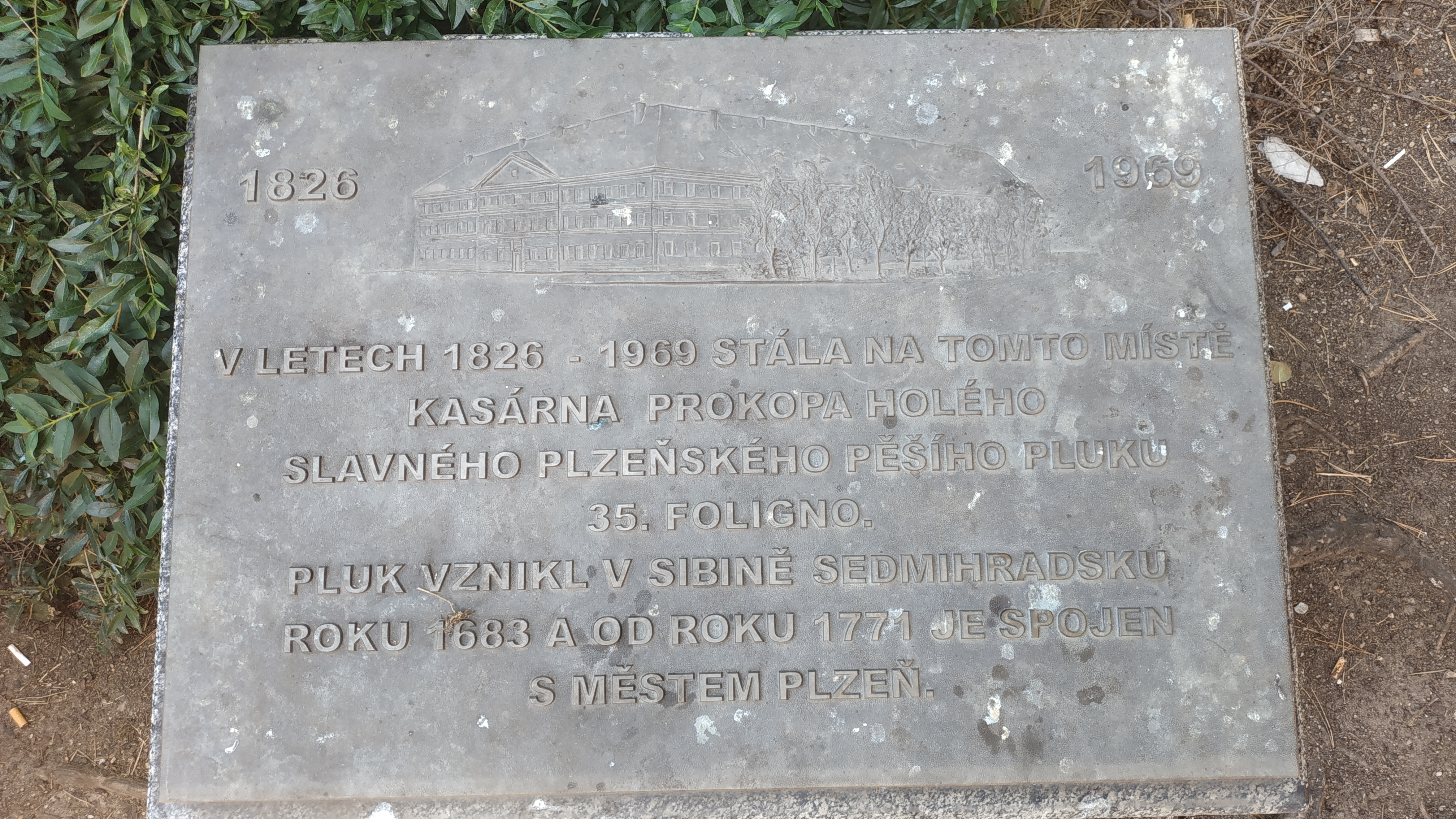
Pametní deska kasáren v Palackého ulici

Existenci kasáren připomíná kovová pamětní deska umístěná v prostoru zeleně na betonovém soklu v jižní části někdejšího pozemku.